# Maul (album)
Maul, pubblicato nel 1972, è il primo album di Enzo Del Re.

## Il disco
Il titolo dell'album (e dell'omonima canzone) è il nome in dialetto locale della città di Mola di Bari, di cui Del Re è originario.
Tutte le canzoni sono scritte da Del Re, tranne «I manifesti» e «L'organizzazione nuova», di cui Del Re è autore solo del testo (mentre le musiche sono tradizionali); anche «Matalene» è un brano non originale, bensì appartenente al repertorio popolare dei canti contadini molesi.
Molte canzoni del disco sono in dialetto molese, la variante del barese parlata a Mola di Bari.
Il cantautore si accompagna da solo in tutte le canzoni, suonando le percussioni; il disco è registrato in mono.

## Tracce
LATO A
1. I Manifesti (Anonimo - Del Re)
2. A Vegghiein (Del Re)
3. Signor Ne-Vard (Del Re)
4. I Pr't (Del Re)
5. Scitt'rà (Del Re)
6. U Nav'gant (Del Re)

LATO B
1. L'Organizzazione nuova (Anonimo - Del Re)
2. Maul (Del Re)
3. Mara Lueis' (Del Re)
4. T'ador e t' ringrazio (Del Re)
5. Ammenazza u murt' (Del Re)
6. Matal'na (Del Re)